# آلیس تورتلی
آلیس تورتلی (انگلیسی: Alice Tortelli؛ زادهٔ ۲۲ ژانویهٔ ۱۹۹۸) بازیکن فوتبال اهل ایتالیا است.
وی همچنین در تیم‌های ملی فوتبال زنان ایتالیا، و زنان ایتالیا، و زنان ایتالیا، و زنان ایتالیا، بازی کرده‌است.